# G.hn
G.hn, auch als „HomeGrid-Standard“ bezeichnet, ist die Kurzbezeichnung einer Heimnetzwerktechnologie, deren technische Norm von der Internationalen Fernmeldeunion (ITU) entwickelt worden ist und vom Industrieverband HomeGrid Forum und anderen Organisationen gefördert wird.
Der Standard unterstützt die digitale Vernetzung über Strom-, Telefon- und Kabelfernsehkabel mit Datenübertragungsraten von bis zu 1 Gbit/s. Das kalifornische Unternehmen Sigma Designs  hat am 25. Oktober 2010 den ersten G.hn-konformen Chipsatz unter der Bezeichnung „CG5110“ vorgestellt.
G.9955 (ursprünglich „G.hnem“ genannt) ist ein ergänzender Standard, der eine vereinfachte, schmalbandigere Variante für Intelligente Stromnetze und Heimautomation-Anwendungen spezifiziert. Die Spezifikation wurde im Dezember 2011 abgeschlossen.

## Technik

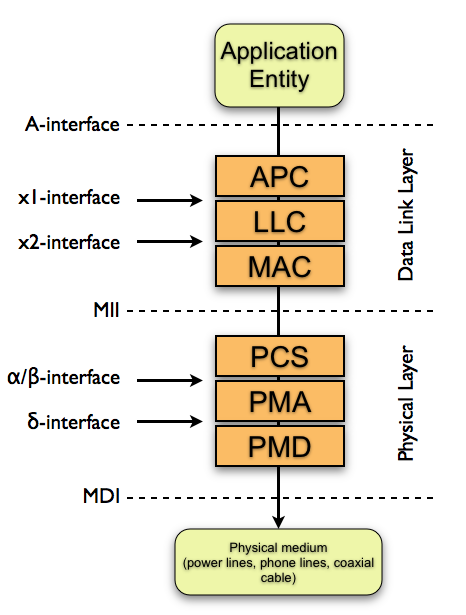
Protokollstapel von G.hn

G.hn ist ein Trägerfrequenzverfahren, das mit einer (Brutto-)Signalrate von insgesamt einem Gigabit pro Sekunde arbeitet. Es werden mehrere Teildatenströme mittels des Orthogonalen Frequenzmultiplexverfahrens (OFDM) auf mehrere Träger aufmoduliert über das Medium geschickt. Die Unterträger werden jeweils mit Quadraturamplitudenmodulation (QAM) bis zu 4096-QAM (12-Bit-QAM) moduliert.
Es sind mehrere Komplexitätsprofile und Möglichkeiten zur Anpassung an unterschiedliche Übertragungsmedien vorgesehen. Für Kabel mit mehr als 2 Leitern können MIMO-Techniken genutzt werden.
Über die Protocol Data Unit (PDU) von G.hn werden normalerweise Ethernet-Pakete übertragen. Der Standard sieht eine Vorwärtsfehlerkorrektur vor und beinhaltet Möglichkeiten zur Verschlüsselung sowohl einzelner Übertragungsstrecken im Netzwerk (Punkt-zu-Punkt-Verschlüsselung) wie auch der Gesamtstrecke zwischen zwei Endgeräten (Ende-zu-Ende-Verschlüsselung) nach dem Advanced Encryption Standard (AES).

## Medien
Die Idee hinter G.hn ist, dass ein einziges Gerät wie zum Beispiel ein Router für die digitale Vernetzung (vor allem) im privaten Haushalt genutzt werden kann, egal welche Kabel für die Übertragung der Daten im Heimnetzwerk zum Einsatz kommen. Verwendet werden können also sämtliche bereits existierenden Kabel aus dem Bereich Strom, Telefon, Fernsehen oder Netzwerk. Insbesondere die in jedem Zimmer liegenden Stromkabel bieten eine preisgünstige und unkomplizierte Möglichkeit, Internet-Fernsehen und breitbandiges Internet im gesamten Haus kabelgebunden zu übertragen. Solche „Trägerfrequenzanlagen“ (Powerline) gibt es zwar schon für private Haushalte, sie bauen jedoch nicht auf einem einheitlichen Standard auf und sind deshalb nicht kompatibel. Der Interessenverband hinter G.hn, das „HomeGrid Forum“, preist als Vorteil der Standardisierung vor allem die geringeren Kosten bei der Hardware-Entwicklung und den vereinfachten Einbau durch private Konsumenten und Laien an (was natürlich auch geringere Kosten mit sich bringt).

## Entwicklungs- und Standardisierungsprozess
Der Standardisierungsprozess wurde im Juni 2010 mit der Verabschiedung des dritten und letzten Teilbereichs des Standards abgeschlossen. Die ITU-Empfehlung G.9960, die am 9. Oktober 2009 verabschiedet wurde, definiert die Bitübertragungsschicht sowie die Architektur von G.hn. Die Sicherungsschicht (Empfehlung G.9961) wurde am 11. Juni 2010 verabschiedet. Zudem wurde ein Koexistenzprotokoll (G.9972) verabschiedet. An den Standardisierungsbemühungen der ITU nahmen über 20 Unternehmen teil, darunter einige Telekommunikationsunternehmen sowie Hersteller von Telekommunikationsausrüstung und Heimnetzwerktechnologie.

## Verfügbarkeit von Chipsätzen
Das kalifornische Unternehmen Sigma Designs, Inc., dessen israelisches Tochterunternehmen CopperGate Hardware für Fernsehen über IP-basierende Netze (IPTV) vertreibt, hat am 25. Oktober 2010 den ersten G.hn-konformen Chipsatz unter der Bezeichnung „CG5110“ vorgestellt. CopperGate rechnete für 2011 noch mit einer „breiten Verfügbarkeit von Geräten auf Basis von G.hn“. Das Unternehmen CopperGate sieht sich selbst als führend bei der Umsetzung des G.hn-Standards an, vor allem aufgrund seiner bisherigen Erfahrung mit der Netzwerktechnik HomePlug AV.
Das aus Infineon ausgegliederte Unternehmen Lantiq mit Sitz in Neubiberg bei München hat am 3. Januar 2011 den weltweit zweiten G.hn-konformen Chipsatz unter der Bezeichnung „Lantiq XWAY HNX“ vorgestellt. Ein „G.hn Powerline Networking Evaluation Kit“ einschließlich kompletter Dokumentation, Linux-Software und Treiber für andere Bausteine von Lantiq ist seit dem 31. Januar 2011 verfügbar.
Am 27. September 2011 gab das US-Unternehmen Marvell Technology Group bekannt, dass es einen G.hn-konformen Chipsatz im Programm habe.  Dieser Chipsatz trägt die Bezeichnungen 88LX3142 und 88LX2718. Seit spätestens Januar 2013 wird die Referenzimplementierung des Marvell-Chipsatzes unter der Bezeichnung GE-DW360F für Gerätehersteller bereitgestellt.

## Verfügbarkeit von Geräten
Am 5. Juni 2012 gaben fünf Modemhersteller bekannt, dass sie Adapter- und Modemtechnologie auf Basis der G.hn-Implementierung des Unternehmens Marvell herstellen werden. Es handelt sich dabei um das Referenzdesign GE-DW360F auf Basis des Marvell-Chips. Die Geräte sind unter anderem: Der Powerlineadapter BiPAC 2094 R2 des Unternehmens Billion Electric Co. Ltd. aus Taipeh, die Powerlineadapter PG-9070 und PG-9170 des Unternehmens Comtrend aus Irvine in Kalifornien, das G.hn-Modem ZXHN H505 des Unternehmens ZTE Corporation aus Shenzhen und das Modem DH-ED31GP des Unternehmens Delta Networks, Inc. aus Taipeh.
Am 9. Januar 2013 gab das Unternehmen Comtrend aus Irvine in Kalifornien bekannt, dass es auf Basis des mittlerweile weiter entwickelten Sigma-Chipsatzes der zweiten Generation, der jetzt den Namen „CG5200“ trägt, einen Powerlineadapter für den Endkundenmarkt (Telefon, Internet und Fernsehen) anbietet. Das Gerät, das eine Installation zuhause nach dem Prinzip „plug-and-play“ ermöglicht, trägt die Bezeichnung „PowerGrid 9051s“.
Am 9. Februar 2013 veröffentlichte das Unternehmen ALLNET aus Deutschland, dass es zwei g.hn-Adapter auf Basis der Marvell-Chipsätze anbietet: ALL-GHN101-2wire (Zweidraht-Verkabelung) und ALL-GHN102-COAX (koaxiales Satellitenkabel).
Zur IFA 2018 hat die Firma devolo aus Aachen ihre ersten, auf G.hn basierenden Produkte mit dem Namen „Magic“ vorgestellt.
Seit dem Jahr 2020 bietet das Unternehmen GIGA Copper Networks die zweite Generation der G.hn Adapter für Telefon- und Koax-Kabel an. Diese Generation kann bis zu 1,5 Gbit/s netto (1,7 Gbit/s PHY) über das Kabelmedium übertragen.